# Winterborn (Nümbrecht)
Winterborn ist ein Ortsteil von Nümbrecht im Oberbergischen Kreis im südlichen Nordrhein-Westfalen innerhalb des Regierungsbezirks Köln.

## Lage und Beschreibung
Der Ort liegt in Luftlinie rund drei Kilometer vom Ortszentrum von Nümbrecht entfernt.
Bis zum Ende 1955 war in Winterborn eine Haltestelle der Kleinbahn Bielstein–Waldbröl.

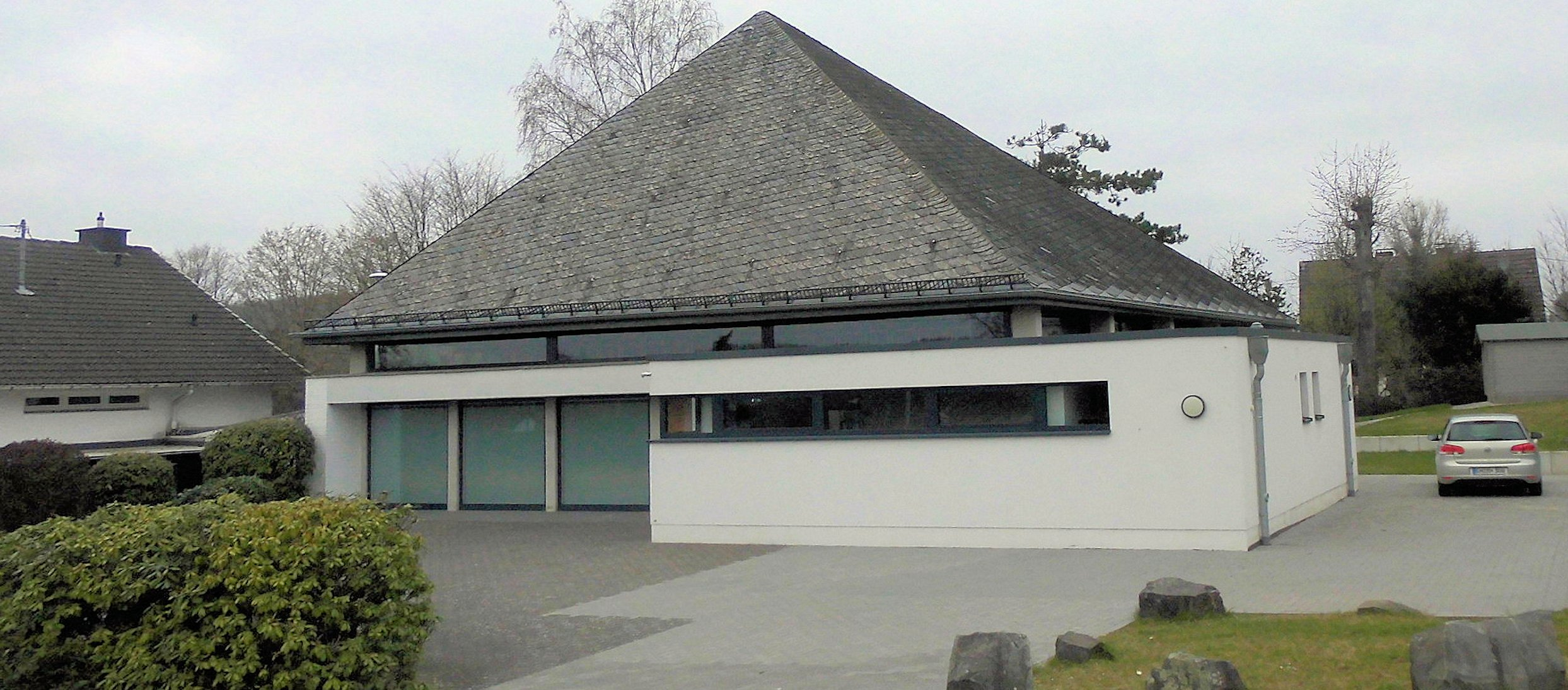
Evangelische Kirche Winterborn

## Geschichte

### Erstnennung
Im Jahr 1144 wurde der Ort das erste Mal in der „Königlichen Besitzbestätigung für das Reichskloster Villach“ (Hauptstaatsarchiv Düsseldorf, Stift Villach Urkunde 4) urkundlich erwähnt.
Die Schreibweise der Erstnennung war Wintreburon. 1994 wurde der Dorfplatz durch den damaligen Ministerpräsidenten von Nordrhein-Westfalen, Johannes Rau, zur 850-Jahr-Feier eingeweiht.

## Freizeit

### Vereinswesen
- Evangelische Kirchengemeinde Nümbrecht-Winterborn
- CVJM Winterborn
- Freiwillige Feuerwehr Nümbrecht Löschgruppe Winterborn
- Förderverein Löschgruppe Winterborn e. V.
- MGV Homburg Winterborn e. V. 1920

## Persönlichkeiten
- Julia Prejmerean-Aston Malerin
- David Jansen (Fußballer)

## Bus und Bahnverbindungen

### Bürgerbus
Haltestelle des Bürgerbusses der Gemeinde Nümbrecht.
Route: Oberbierenbach
- Bruch-Distelkamp-Ödinghausen-Nümbrecht/Busbahnhof.

### Linienbus
Haltestelle: Winterborn
- 311 Nümbrecht – Oberbreidenbach – Diezenkausen – Waldbröl (OVAG, Werktagsverkehr, samstags Taxibusverkehr)
- 312 Waldbröl – Nümbrecht – Homburg/Bröl – Bielstein – Ründeroth (OVAG, Werktagsverkehr, bedingter Samstagsverkehr)